# XCF
XCF je rastrski slikovni format za urejevalnik bitne grafike GIMP, ki omogoča hranjenje razporeditve ravnin za poznejše delo.